# Milan Jovanović (Fußballspieler, Juli 1983)
Milan Jovanović (* 21. Juli 1983 in Čačak, SFR Jugoslawien) ist ein ehemaliger montenegrinischer Fußballnationalspieler. Er bestritt insgesamt 144 Spiele in der serbischen SuperLiga, der rumänischen Liga 1, der österreichischen Bundesliga, der russischen Premjer-Liga, der bulgarischen A Grupa und der iranischen Persian Gulf Pro League.

## Karriere

### Vereine
Jovanović begann seine Karriere bei seinem Heimatverein FK Borac Čačak in Serbien. Nach nur einer Saison bei Borac wechselte er zum FK Mladost Lucani, wo er ebenfalls nur ein Jahr unter Vertrag stand. Über den FK Voždovac Belgrad, welchem er kurz die Treue hielt, ging es nach Rumänien zum Zweitligisten FC Vaslui, wo er durch relativ gute Leistungen für höheres auf sich aufmerksam machte. 2004 ging es zum ebenfalls rumänischen Zweitligisten FC Universitatea Craiova, wo er ein Jahr vor dem Aufstieg in die erste Liga den Verein verließ.
2005 kehrte der Montenegriner nach Serbien zurück und spielte ein Jahr beim FK Radnički Niš. 2006 ging es wieder nach Rumänien, wo er bis 2008 blieb (Vereine: Unirea Urziceni, Universitatea Cluj). Seine nächste Auslandsstation war der russische Verein Spartak Naltschik, wo er kaum zum Einsatz kam.
Ab Sommer 2009 spielte Jovanović beim österreichischen Rekordmeister SK Rapid Wien.
Ein Jahr darauf gab die Vereinsführung der Hütteldorfer die sofortige Vertragsauflösung bekannt.
Er unterschrieb daraufhin einen Vertrag bei Spartak Naltschik. In Russland spielte Jovanović die folgenden zwei Jahre. Im Juni 2012 wechselte er zum serbischen Rekordmeister FK Roter Stern Belgrad. In Belgrad war er zunächst Stammkraft, wurde aber in der zweiten Hälfte der Saison 2012/13 nicht mehr eingesetzt. Am Ende der Spielzeit stand die Vizemeisterschaft hinter dem Lokalrivalen Partizan. Er verließ Belgrad wieder und heuerte bei Lokomotive Sofia in der bulgarischen A Grupa an. Dort löste er seinen Vertrag im Februar 2014 wieder auf. Jovanović war einige Monate ohne Verein, ehe ihn der iranische Erstligist Padideh FC im Sommer 2014 verpflichtete. Ende 2015 beendete er seine Laufbahn.

### Nationalmannschaft
International spielte Milan Jovanović bisher 35-mal für den 2007 neugegründeten Verband Montenegros.